# 島坪站
島坪站（韓語：도평역）是朝鮮民主主義人民共和國咸鏡南道德城郡的一個鐵路車站，属于德城線。

## 邻近车站
德城線
陽勝站 - 島坪站 - 三岐站